# Livistona carinensis
Livistona carinensis är en enhjärtbladig växtart som först beskrevs av Emilio Chiovenda, och fick sitt nu gällande namn av John Dransfield och Natalie Whitford Uhl. Livistona carinensis ingår i släktet Livistona och familjen Arecaceae. Inga underarter finns listade i Catalogue of Life.